# Dimityr Zaprjanow
Dimityr Łambrew Zaprjanow (bułg. Димитър Ламбрев Запрянов, ur. 27 stycznia 1960 w Opanie, zm. w lipcu 2024) – bułgarski judoka. Srebrny medalista olimpijski z Moskwy.
Zawody w 1980 były jego pierwszymi igrzyskami olimpijskimi, brał również udział w igrzyskach w 1988. Walczył w kategorii powyżej 95 kg (waga ciężka), w finale pokonał go Angelo Parisi. Był brązowym medalistą mistrzostw świata w 1985, a także trzykrotnym medalistą mistrzostw kontynentu – w 1981 i 1983 sięgnął po srebro, w 1988 po brąz.